# Silvano Schiavon
Silvano Schiavon (né le 4 novembre 1942 à Scandolara di Zero Branco, une frazione de la commune de Zero Branco, dans la province de Trévise, en Vénétie et mort le 24 octobre 1977) est un coureur cycliste professionnel italien.

## Palmarès
- 1964
  - 2e étape du Tour de la Vallée d'Aoste
- 1965
  - 3e du Grand Prix Cemab à Mirandola
- 1966
  - 9e du Tour de Romandie
- 1968
  - 3e du Tour de Vénétie
- 1969
  - 4e du Tour d'Italie
- 1970
  - Prologue du Tour de Romandie (contre-la-montre par équipes)
- 1971
  - 6e du Tour d'Italie
- 1972
  - 6e du Tour de Suisse
- 1973
  - 6e du Tour de Suisse

## Résultats sur les grands tours

### Tour de France
2 participations
- 1968 : 15e
- 1970 : abandon (23e étape)

### Tour d'Italie
10 participations
- 1965 : 13e
- 1966 : 12e
- 1967 : 12e,  maillot rose pendant 3 jours
- 1968 : 13e
- 1969 : 4e,  maillot rose pendant 2 jours
- 1970 : 14e
- 1971 : 6e
- 1972 : 12e
- 1973 : 27e
- 1974 : 30e

### Tour d'Espagne
2 participations 
- 1967 : 22e
- 1972 : 24e